# Fernando Calderón
Fernando Calderón (n. 1809 - d. 1845) a fost un poet și dramaturg mexican.

## Opera
- Unui trandafir veșted ("A una rosa marchita");
- Soldatul libertății ("El soldado de la libertad");
- Piratul ("El pirata");
- 1827: Reinaldo și Elina ("Reinaldo y Elina");
- 1839: Turneul ("El torneo");
- 1842: Hernán sau întoarcerea din cruciadă și Ana Boleyn ("Hernán o la vuelta del cruzado y Ana Bolena").